# Jahrbuch für Islamophobieforschung
Das Jahrbuch für Islamophobieforschung ist eine seit 2010 einmal jährlich erscheinende Publikation, die einem peer-review-Verfahren unterzogen wird. Herausgeber ist Farid Hafez, der aktuell am Williams College tätig ist. Dem wissenschaftlichen Beirat gehören u. a. Iman Attia, Klaus J. Bade, Wolfgang Benz, John Bunzl, Fritz Hausjell, Heinrich Neisser, Anton Pelinka und Damir Skenderovic an. Das Jahrbuch ist interdisziplinär angelegt und vereinigt Beiträge aus allen wissenschaftlichen Disziplinen. Eine konkrete Theorieschule wird nicht vorgegeben, Autoren können ihre Beiträge zur Ausgrenzung unter einer der gängigen Kategorien wie Islamfeindlichkeit, Neorassismus, Kultureller Rassismus, Orientalismus und Diskriminierung von Muslimen und verwandten Themenbereichen einreichen.
Seit der Ausgabe für 2015 ist das Jahrbuch einem doppelten, blinden Begutachtungsverfahren (double blind peer review) unterzogen, das die akademische Qualität des Journals sichern soll. Zudem ist das Jahrbuch seit 2015 bilingual, Beiträge werden in deutscher und englischer Sprache angeboten.
Der Herausgeber Farid Hafez gab auch den zwischen 2015 und 2019 jährlich erschienenen „European Islamophobia-Report“ heraus. Der Bericht und somit auch dessen Herausgeber stehen unter der Schirmherrschaft der Stiftung SETA, die im Umfeld der islamistisch-nationalkonservativen Regierungspartei AKP und seines Parteivorsitzenden und heutigen türkischen Präsidenten Recep Tayyip Erdoğan entstanden ist und als deren wissenschaftliches Sprachrohr gilt.

## Rezeption
Die Wiener Zeitung zitierte einen Beitrag von Hafez in der ersten Ausgabe des Jahrbuches mit den Worten, dass „Medien Islamophobie erzeugen könnten, «vor allem bei Menschen, die nie persönlich Kontakt zu Muslimen gehabt haben»“. Der österreichische Standard merkte an: „Da die wissenschaftliche Behandlung der Islamophobie jüngeren Datums ist, gibt es in jedem Land wenige ‚Spezialisten‘, deren Namen in Publikationen immer wieder auftauchen. In Österreich ist das Farid Hafez.“ Die Salzburger Nachrichten berichteten, Hafez sei „es mit dem ersten, 2010 erschienenen Jahrbuch gelungen, eine längerfristige wissenschaftliche Beobachtung von Ängsten und Vorurteilen gegenüber ‚dem‘ Islam auf den Weg zu bringen“. Das deutsche Nachrichtenmagazin Der Spiegel komme im Jahrbuch 2011 schlecht weg.
Natalie Wohlleben merkte in ihrer Rezeption im Portal für Politikwissenschaft für das Jahrbuch 2012 an, dass „in den Beiträgen weniger der Alltag der Muslime in Europa im Mittelpunkt, sondern das Phänomen der Islamophobie in seinen theoretischen Bezügen“ stehe. Dies erwecke den Eindruck, dass die Islamophobie „als aktuelle Form des Rassismus, die in weiten Teilen der europäischen Bevölkerungen, verbreitet zu sein scheint“. Es fehle „ein Beitrag mit belastbaren Zahlen, mit denen das Phänomen konkret hätte eingeordnet werden“.
Armin Pfahl-Traughber schrieb 2018 im Humanistischen Pressedienst, dass das Jahrbuch „mit fehlender Trennschärfe“ arbeite und darin „kritische Gesichtspunkte zum Islamophobie-Verständnis überhaupt nicht thematisiert werden“. Islamophobie meine Angst vor dem Islam, werde aber im Jahrbuch 2017 eher als „Muslimenfeindlichkeit“ interpretiert.